# The Golden Years (álbum de Modern Talking)
The Golden Years ("Los Años Dorados") es un álbum compilatorio de la carrera de Modern Talking compuesto de tres discos compactos, y fue lanzado al mercado en 2007. Fue editado bajo el sello BMG y arreglado por Dieter Bohlen. Incluye los principales éxitos de los seis primeros álbumes de estudio de la carrera de Modern Talking, entre 1984 y 1987.

## Lista de canciones

### Disco 1
| #   | Título                                                      | Tiempo |
| --- | ----------------------------------------------------------- | ------ |
| 1.  | "Cheri Cheri Lady" (Dieter Bohlen)                          | 3:48   |
| 2.  | "Brother Louie" (Dieter Bohlen)                             | 3:39   |
| 3.  | "Give Me Peace On Earth" (Dieter Bohlen)                    | 4:13   |
| 4.  | "Romantic Warriors" (Dieter Bohlen)                         | 3:49   |
| 5.  | "Let's Talk About Love" (Dieter Bohlen)                     | 3:42   |
| 6.  | "Lucky Guy" (Dieter Bohlen)                                 | 3:30   |
| 7.  | "Angie's Heart" (Dieter Bohlen)                             | 3:39   |
| 8.  | "Keep Love Alive" (Dieter Bohlen)                           | 3:26   |
| 9.  | "With A Little Love" (Dieter Bohlen)                        | 3:33   |
| 10. | "Just We Two (Mona Lisa)" (Dieter Bohlen)                   | 3:58   |
| 11. | "One In A Million" (Dieter Bohlen)                          | 3:37   |
| 12. | "Cheri, Cheri Lady (Special Dance Version)" (Dieter Bohlen) | 4:52   |

### Disco 2
| #   | Título                                                           | Tiempo |
| --- | ---------------------------------------------------------------- | ------ |
| 1.  | "You're My Heart, You're My Soul" (Dieter Bohlen)                | 5:32   |
| 2.  | "You Can Win If You Want" (Dieter Bohlen)                        | 3:49   |
| 3.  | "Atlantis Is Calling (S.O.S. for Love)" (Dieter Bohlen)          | 3:48   |
| 4.  | "The Night Is Yours - The Night Is Mine" (Dieter Bohlen)         | 5:31   |
| 5.  | "You And Me" (Dieter Bohlen)                                     | 4:02   |
| 6.  | "Hey You" (Dieter Bohlen)                                        | 3:21   |
| 7.  | "Bells Of Paris" (Dieter Bohlen)                                 | 4:15   |
| 8.  | "Doctor For My Heart" (Dieter Bohlen)                            | 3:20   |
| 9.  | "Princess Of The Night" (Dieter Bohlen)                          | 3:55   |
| 10. | "Wild Wild Water" (Dieter Bohlen)                                | 4:19   |
| 11. | "There's Too Much Blue In Missing You" (Dieter Bohlen)           | 4:41   |
| 12. | "You Can Win If You Want (Special Dance Version)" (Dieter Bohlen | 3:56   |

### Disco 3
| #   | Título                                         | Tiempo |
| --- | ---------------------------------------------- | ------ |
| 1.  | "Geronimo's Cadillac" (Dieter Bohlen)          | 3:19   |
| 2.  | "Jet Airliner" (Dieter Bohlen)                 | 4:23   |
| 3.  | "Diamonds Never Made a Lady" (Dieter Bohlen)   | 4:03   |
| 4.  | "Riding On A White Swan" (Dieter Bohlen)       | 3:51   |
| 5.  | "Lonely Tears In Chinatown" (Dieter Bohlen)    | 3:32   |
| 6.  | "Love Don't Live Here Anymore" (Dieter Bohlen) | 4:23   |
| 7.  | "In Shaire" (Dieter Bohlen)                    | 3:45   |
| 8.  | "Lady Lai" (Dieter Bohlen)                     | 4:58   |
| 9.  | "Don't Give Up" (Dieter Bohlen)                | 3:19   |
| 10. | "Just Like An Angel" (Dieter Bohlen)           | 3:13   |
| 11. | "Heaven Will Know" (Dieter Bohlen)             | 4:03   |
| 12. | "Sweet Little Sheila" (Dieter Bohlen           | 3:03   |

- Datos: Q81412